# ألفونسو غارسيا
ألفونسو غارسيا (مواليد 24 أكتوبر 1969) هو لاعب كرة قدم إسباني سابق. لعب طوال حياته المهنية في ألمانيا، بما في ذلك موسمين في دوري الدرجة الأولى الألماني مع نادي غروثر فور 
.

## وصلات خارجية
- ألفونسو غارسيا على موقع قاعدة بيانات كرة القدم.إي يو (الإنجليزية)
- ألفونسو غارسيا على موقع بيانات كرة القدم. دي إي (الألمانية)
- ألفونسو غارسيا على موقع عالم كرة القدم.نت (الإنجليزية)